# 岡島礼奈
岡島 礼奈（おかじま れな、1979年2月19日 - ）は、日本の実業家、株式会社ALE創業者・代表取締役社長。

## 経歴
1979年2月19日、鳥取県鳥取市に生まれる。鳥取市立修立小学校、鳥取大学附属中学校、鳥取県立鳥取西高等学校を経て、東京大学理学部天文学科を卒業。2008年東京大学大学院理学系研究科天文学専攻博士課程修了、博士（理学）の学位を取得。
大学在学中にReveal Labを設立し、代表取締役に就任。ゲーム、産学連携などのサービスを立ち上げる。博士課程修了後、ゴールドマン・サックス証券戦略投資部に入社する。
2009年より、新興国ビジネスコンサルティング会社を設立し、取締役に就任する。
その後、2011年9月に世界で初となる宇宙エンターテインメント会社、株式会社ALEを設立（ALEという社名には、自身がエールビールが大好きで、人工流れ星が実現した暁には、多くの人がビールを片手に家族や友人と流れ星を楽しむ機会にしたい、という思いが込められている）。2018年以降のサービス公開を目指し、４大学（東北大学、首都大学東京、神奈川工科大学、日本大学）と共に人工流れ星の技術開発に取り組む。

## ALE創業
- 2001年：東京大学在学中にしし座流星群を鑑賞し、人工流れ星の事業化に興味を持ち始める
- 2009年：人工流れ星技術の研究を開始
- 2011年：株式会社 ALE 設立
- 2015年：人工流れ星技術の事業化を本格的に開始
- 2019年：人工衛星初号機、2号機打ち上げ
- 2023年：人工流れ星のイベントを広島にて開催予定だったが、2号機の失敗により中止となった

## 主な実績
- JAXA小型衛星審査員
- Reveal Lab創業[4][3]（2004年）
- ビジネスコンサルティング会社創業（2009年）
- 株式会社ALE創業（2011年）
- 文部科学省オープンイノベーション共創会議　委員（2017年）[要出典]
- 文部科学省中央教育審議会　臨時委員[5]（2017年）

## 音声講義
- 『宇宙科学で何ができるのか』(VOOX、2021年2月)